# Kanadische Unterhauswahl 1872
- Lib: 95
- Sonst.: 1
- Unabh.: 5
- Lib-Kon: 36
- Kons: 63

Die 2. kanadische Unterhauswahl (engl. 2nd Canadian General Election, frz. 2e élection fédérale canadienne) fand vom 20. Juli bis 12. Oktober 1872 statt. Gewählt wurden 200 Abgeordnete des kanadischen Unterhauses (engl. House of Commons, frz. Chambre des Communes). Die Konservativen von Premierminister John Macdonald konnten ihre Sitzmehrheit mit Unterstützung unabhängiger Abgeordneter knapp verteidigen und stellten weiterhin die Regierung.

## Die Wahl
Edward Blake, der sowohl einen Sitz im kanadischen Unterhaus als auch in der Legislativversammlung von Ontario innehatte, trat als Premierminister der Provinz Ontario zurück, da Doppelmandate auf Bundes- und Provinzebene abgeschafft worden waren. Wäre die Liberale Partei siegreich gewesen, so hätte Blake das Amt des kanadischen Premierministers übernommen. Die Partei hatte bis 1873 keinen offiziellen Vorsitzenden, bis zur Wahl von Alexander Mackenzie in dieses Amt. Blake war während des Wahlkampfs die meiste Zeit krank und es war Mackenzie, der in Ontario den Wahlkampf leitete (nicht jedoch in den anderen Provinzen).
Die Unterhauswahlen von 1872 waren die ersten, die auch in den neuen Provinzen British Columbia und Manitoba durchgeführt wurden. In beiden Provinzen war kurz nach dem Beitritt zur Kanadischen Konföderation (1870 bzw. 1872) eine gesonderte Wahl abgehalten worden, um dort vor Ablauf der Legislaturperiode eine angemessene Vertretung zu ermöglichen.
Die Wahlbeteiligung betrug 70,3 %.

## Ergebnisse

### Gesamtergebnis
| Partei | Partei                        | Vorsitzender   | Kandi- daten | Sitze 1867 | Sitze 1872 | +/−  | Stimmen  | Wähler- anteil | +/−       |
| ------ | ----------------------------- | -------------- | ------------ | ---------- | ---------- | ---- | -------- | -------------- | --------- |
|        | Konservative Partei           | John Macdonald | 092          | 071        | 063        | − 08 | 82.024   | 25,76 %        | + 2,31 %  |
|        | Liberal-konservative Partei 1 | John Macdonald | 048          | 029        | 036        | + 07 | 41.076   | 12,90 %        | + 1,82 %  |
|        | Liberale Partei               | Edward Blake 2 | 111          | 062        | 095        | + 33 | 110.556  | 34,72 %        | + 12,05 % |
|        | Unabhängige                   |                | 004          |            | 001        | + 01 | 5.213    | 1,64 %         | + 1,25 %  |
|        | Unabhängige Konservative      |                | 003          |            | 002        | + 02 | 2.220    | 0,70 %         | + 0,70 %  |
|        | Unabhängige Liberale          |                | 004          |            | 002        | + 02 | 5.232    | 1,64 %         | + 0,98 %  |
|        | Conservative Labour           |                | 001          |            | 001        | + 01 | 1.422    | 0,45 %         | + 0,45 %  |
|        | nicht bekannt                 |                | 104          |            |            |      | 70.704   | 22,20 %        | − 11,64 % |
|        | Anti-Confederation Party      |                |              | 018        |            | − 18 |          |                |           |
| Gesamt | Gesamt                        | Gesamt         | 367          | 180        | 200        | + 20 | 0320.037 | 100,0 %        |           |

Übersicht der Provinzen

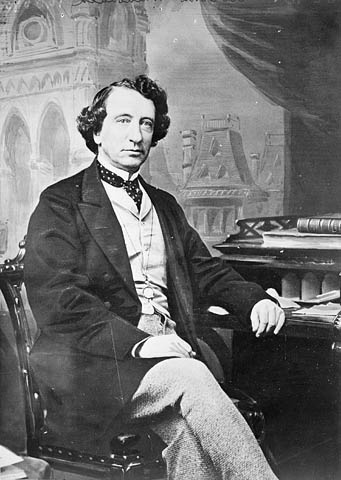
John Macdonald

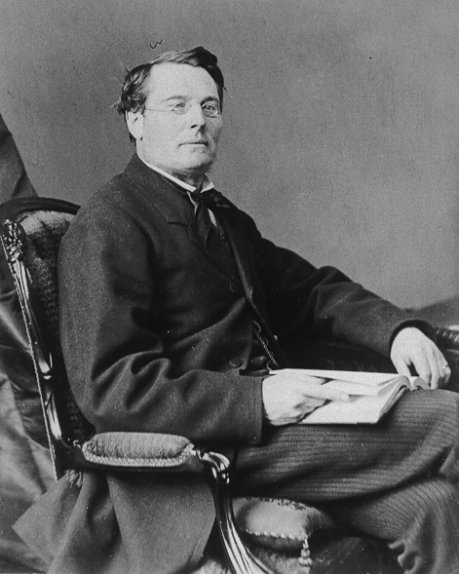
Edward Blake

1 Die Liberal-Konservativen bildeten zusammen mit den Konservativen eine Fraktion im Unterhaus

2 Edward Blake war lediglich inoffiziell Parteiführer

### Akklamationen
52 Abgeordnete wurden mangels Gegenkandidaten per Akklamation gewählt:
- British Columbia: 3 Liberal-Konservative
- Manitoba: 1 Liberal-Konservativer
- Ontario: 3 Konservative, 3 Liberal-Konservative, 10 Liberale
- Québec: 9 Konservative, 5 Liberal-Konservative, 5 Liberale
- New Brunswick: 6 Liberale
- Nova Scotia: 1 Konservativer, 4 Liberal-Konservative, 2 Liberale

### Ergebnis nach Provinzen
| Partei       | Partei                      | Partei       | BC   | MB   | ON   | QC   | NB   | NS   | Gesamt |
| ------------ | --------------------------- | ------------ | ---- | ---- | ---- | ---- | ---- | ---- | ------ |
|              | Konservative Partei         | Sitze        | 1    | 1    | 26   | 26   | 2    | 7    | 63     |
|              | Konservative Partei         | Anteil in %  | 4,5  | 29,7 | 25,9 | 31,5 | 8,4  | 23,5 | 25,8   |
|              | Liberal-konservative Partei | Sitze        | 3    | 1    | 12   | 11   | 3    | 6    | 36     |
|              | Liberal-konservative Partei | Anteil in %  |      |      | 11,9 | 10,5 | 17,8 | 19,8 | 12,9   |
|              | Liberale Partei             | Sitze        | 2    | 1    | 48   | 27   | 9    | 8    | 95     |
|              | Liberale Partei             | Anteil in %  | 83,7 | 35,6 | 35,3 | 32,6 | 46,8 | 28,1 | 34,7   |
|              | Conservative Labour         | Sitze        |      |      | 1    |      |      |      | 1      |
|              | Conservative Labour         | Anteil in %  |      |      | 0,9  |      |      |      | 0,4    |
|              | Unabhängige                 | Sitze        |      |      |      |      | 1    |      | 1      |
|              | Unabhängige                 | Anteil in %  |      |      | 0,8  | 1,7  |      | 6,1  | 1,6    |
|              | Unabhängige Liberale        | Sitze        |      |      | 1    |      | 1    |      | 2      |
|              | Unabhängige Liberale        | Anteil in %  |      |      | 1,7  |      |      | 6,1  | 1,6    |
|              | Unabhängige Konservative    | Sitze        |      | 1    |      | 1    |      |      | 2      |
|              | Unabhängige Konservative    | Anteil in %  |      | 19,8 |      | 2,2  |      |      | 0,7    |
|              | nicht bekannt               | Anteil in %  | 11,8 | 14,9 | 23,4 | 21,5 | 26,9 | 16,4 | 22,2   |
| Sitze gesamt | Sitze gesamt                | Sitze gesamt | 6    | 4    | 88   | 65   | 16   | 21   | 200    |